# Uppony, Borsod-Abaúj-Zemplén
Uppony este un sat în districtul Ózd, județul Borsod-Abaúj-Zemplén, Ungaria, având o populație de 322 de locuitori (2011). 

## Demografie
Componența etnică a satului Uppony
     Maghiari (98,56%)
     Romi (1,44%)
Componența confesională a satului Uppony
     Romano-catolici (63,35%)
     Fără religie (6,21%)
     Reformați (5,9%)
     Necunoscută (24,53%)
Conform recensământului din 2011, satul Uppony avea 322 de locuitori. Din punct de vedere etnic, majoritatea locuitorilor (98,56%) erau maghiari, cu o minoritate de romi (1,44%).  Din punct de vedere confesional, majoritatea locuitorilor (63,35%) erau romano-catolici, existând și minorități de persoane fără religie (6,21%) și reformați (5,9%). Pentru 24,53% din locuitori nu este cunoscută apartenența confesională.